# Laboulbenia clivinalis
Laboulbenia clivinalis Thaxt. – gatunek grzybów z rzędu owadorostowców (Laboulbeniales). Pasożyt owadów.

## Systematyka i nazewnictwo
Pozycja w klasyfikacji według Index Fungorum: Laboulbenia, Laboulbeniaceae, Laboulbeniales, Laboulbeniomycetidae, Laboulbeniomycetes, Pezizomycotina, Ascomycota, Fungi.
Gatunek ten po raz pierwszy opisał w 1899 r. Roland Thaxter na owadach z rodziny biegaczowatych Clivina collaris i Clivina fossor w Anglii.

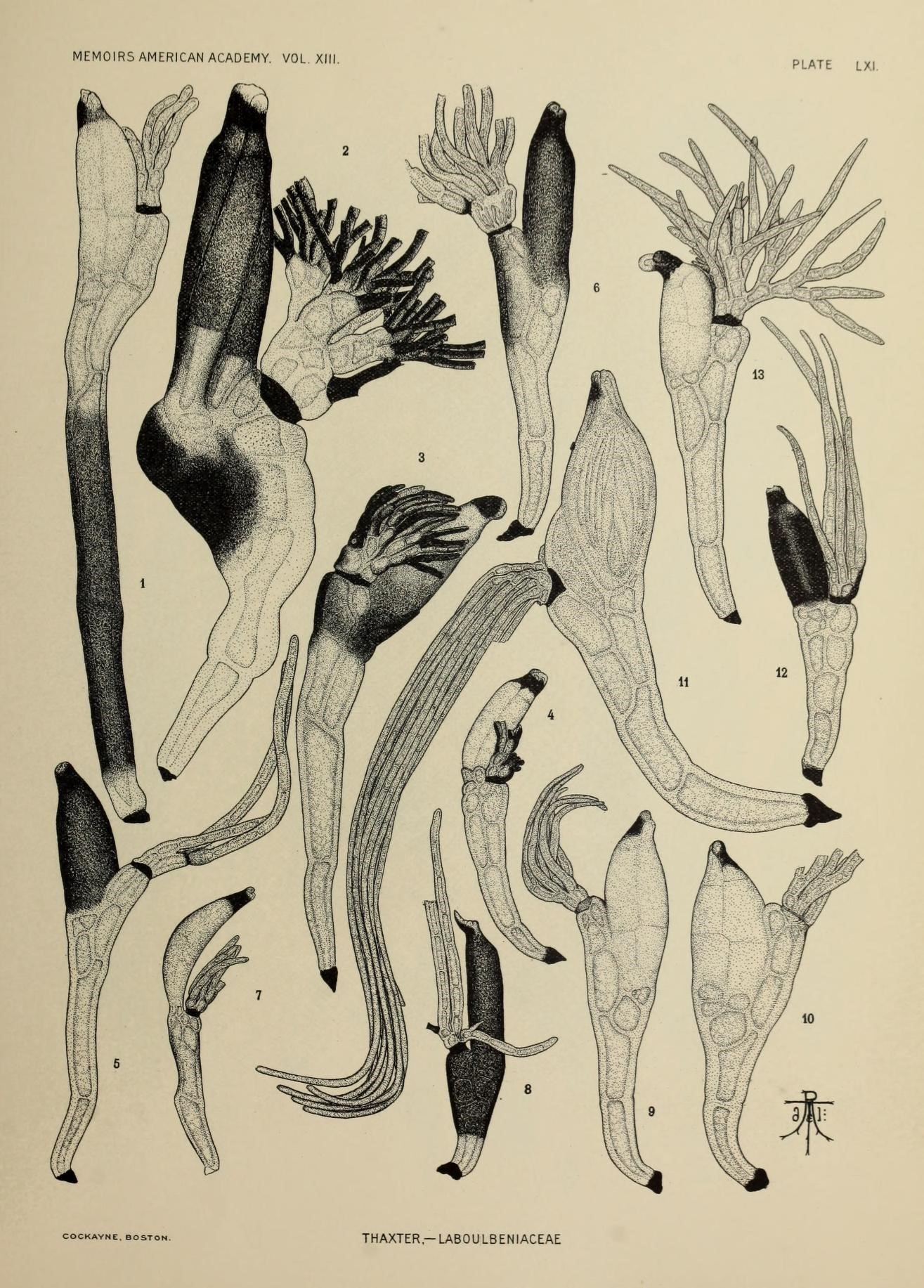
Laboulbenia clivinalis nr 6– 6 (pozostałe to inne gatunki Laboulbenia)

## Charakterystyka
Grzyb entomopatogeniczny, pasożyt zewnętrzny owadów. Nie powoduje ich śmierci i wyrządza im niewielkie szkody. W Polsce Tomasz Majewski opisał jego występowanie na 2 gatunkach chrząszczy z rodziny biegaczowatych (Carabidae): Clivina collaris i Clivina fossor.